# Run Star
Run Star est une émission de télévision réunionnaise de télé-crochet diffusée sur Antenne Réunion depuis le 26 août 2011.
À partir de 2015, l'émission change de formule et de nom, et s'intitule Génération Run Star.
Le candidat vainqueur réalise un single avec son clip-vidéo qui sera diffusé en exclusivité sur Antenne Réunion ainsi qu'une programmation de  concert sur les grandes scènes de l'île de La Réunion.

## Jury
De 2011 à 2013, le jury était composé de Pascal Montrouge, Dominique Barret, Meddy Gerville, et de Laurence Beaumarchais.
En 2014, Pascal Montrouge et Laurence Beaumarchais restent et sont rejoints par Séga'EL et Thierry Gauliris.
Pour la saison 2015, Pascal Montrouge reste et est accompagné de Stéphanie Thazar, Prof. Jah Pinpin et Nicole Dambreville. Les 5 juges invités sont : Dominique Barret, Phil Barney, Bernard Joron, Alain Ramanisum et Meddy Gerville.
En 2016 et 2017, Stéphanie Thazar est remplacée par Missty ; Lionel Florence rejoint également le jury toujours composé de Pascal Montrouge, Nicole Dambreville et Prof. Jah PinPin.
En 2018, le chanteur Benjam remplace Missty. Lionel Florence occupé par ses projets musicaux cède sa place à Meddy Gerville qui fait son grand retour dans le fauteuil du jury quelques années  plus tard. Pascal Montrouge, Nicole Dambreville  et Prof. Jah PinPin restent confortablement installés pour la 4e année consécutive.
Lors de la saison 2019, il n'y a plus de jury mais un coach pour les candidats, il s'agit de DJ Sebb.

## Déroulement des saisons

### Saison 1 (2011)
C'est le 26 août 2011 qu'est lancée la première saison de Run Star. Le jury doit retenir 10 chanteurs parmi près de 1000 candidats, pour qu'ils accèdent à la demi finale organisée à la Halle des Manifestations du Port.
La demi-finale organisée un mercredi soir, en direct et avec un orchestre permet de désigner cinq finalistes qui s'affrontent le vendredi de la même semaine, toujours en direct depuis Le Port,.
La gagnante de cette première saison est Anne Drula.

### Saison 2 (2012)
La deuxième saison débute par le grand casting qui se déroule au Village Bienvenue de Sainte-Marie, près de mille candidats étaient présents. À ce stade de la compétition, ils doivent interpréter une chanson a cappella ou en s'accompagnant en 1 minute 30 face au jury.
À la fin de la journée, le jury délibère et choisit les 24 candidats qui accèdent à la deuxième étape.
Après la deuxième étape, il y a 10 candidats sélectionnés pour les primes.
La finale se déroule en direct, toujours depuis le Village Bienvenue, avec les 4 finalistes.
C'est Erika devenue Erika'M qui remporte la deuxième saison.

### Saison 3 (2013)
La troisième saison commence par Le grand casting, organisé à l'école de musique intercommunale de Beauséjour. Des centaines de participants font la queue pour passer la première sélection. Face à une caméra, les candidats ont 60 secondes pour chanter de façon a cappella ou en s'auto-accompagant (sic) d'un instrument pour tenter de convaincre le jury qui voit la prestation via un écran. Si le jury est convaincu par le prétendant, il appuie sur le bouton qui stoppe le compte à rebours et fait clignoter les projecteurs, signe que le candidat continue l'aventure. Le jury qui devait sélectionner 50 candidats en choisi finalement 49.
La deuxième étape est une nouveauté, les 49 candidats sont mis en concurrence dans Les éliminatoires en ligne qui se déroule face au jury et avec du public. Les prétendants sont répartis en sept groupe de 7, chaque groupe se retrouvent en ligne et dans une même ligne, chacun interprète, a cappella, 30 secondes d'une chanson de leur choix à tour de rôle. Une fois que les septuors sont passés, le jury se retire en coulisses pour procéder à la délibération pour sélectionner 15 candidats. Les différentes lignes sont ensuite rappelées sur scène, le jury indique ceux qui restent et ceux qui partent. Le jury aura finalement choisi 16 candidats.
Pour, la troisième étape, les candidats sélectionnent une chanson parmi une liste de 18 titres, qu'ils interpréteront en piano-voix, avec le directeur musical Alain Techer au piano pour convaincre le jury. Après chaque performance, chaque juge donne un OUI ou un NON. S’il y a une majorité de OUI, le candidat continue ; une majorité de NON, le candidat quitte l'aventure ; une égalité, le candidat est placé en ballottage.
Le jury doit sélectionner 10 candidats pour la suite de l'aventure. Après les 16 passages, il y a eu 9 qualifiés grâce au OUI, le jury sélectionne un dernier candidat parmi les trois en ballottage.
Il y a donc 10 candidats pour la phase finale, à chaque émission les candidats interprètent un titre et sont jugés par le jury. Ce jury décide des candidats soumis aux votes téléspectateurs.
Les émissions se déroulent au format hybride mi-direct/mi-différé, les prestations et les appréciations du jury ont été enregistrées et la révélation des notes se fait en direct. Les candidats sont notés sur l'artistique (sur 20) et sur la technique (sur 5).
Les résultats sont annoncés à la fin de l'émission, les deux derniers du classement sont alors soumis au vote des téléspectateurs et le résultat du vote est connu à la fin du prime suivant. D'ailleurs, les candidats soumis à l'avis du public ne sont pas notés lors du prime suivant,.
5 candidats doivent s'affronter en finale, les 4 meilleurs de la demi-finale et le candidat vainqueur du vote téléspectateurs lancé la semaine précédente. Cependant lors de la demi-finale, il y a une égalité et deux derniers, c'est donc au jury de les départager. Or le jury n'arrive pas à trancher, la finale voit s'affronter 6 candidats.
Le gagnant de cette saison s'appelle Aurélien.
La chanson de la saison interprétée par l'ensemble du groupe est une reprise de la chanson des Enfoirés, Attention au départ.

### Saison 4 (2014)
La quatrième saison débute toujours par Le Grand Casting, mais il change de formule. En effet pour alléger longue file d'attente comme celle que l'on pouvait voir dans la Nouvelle Star, le casting se passe en trois étapes.
Les candidats doivent d'abord passer dans l'une des tentes situé sur le parvis du théâtre de Champ-Fleuri et interpréter une chanson. Dans ces tentes il y a un musicien de l'émission et un finaliste des saisons précédentes, qui doivent laisser le candidat continuer l'aventure ou lui demander d'arrêter là.
Une fois acceptés et les tentes passées, les candidats partent devant l'entrée du théâtre pour une nouvelle présélection, face à Alain et Clairice Techer, respectivement directeur et coach vocal de Run Star. S'ils obtiennent un oui, ils peuvent accéder à la dernière étape du casting.
Dernière partie, à la manière des auditions à l'aveugle de The Voice, les juges se basent uniquement sur la voix pour juger les candidats qui se trouvent derrière un rideau. Le candidat a 90 secondes pour convaincre le jury, il faut que 3 juges sur 4 buzzent pour que le participant passe à la deuxième étape de Run Star, le rideau s'ouvre alors.
Cette saison marque également la nouvelle formule des Éliminatoires en ligne, il y a 9 groupe de 5. Dans chaque ligne, les candidats interprètent à tour de rôle une partie différente de la même chanson et concluent en chantant à 5. La chanson, elle, change en fonction de la ligne. Contrairement à la saison précédente, les candidats sont accompagnés d'une bande sonore, le public est cependant toujours présent. Pour être sélectionné, les participants doivent recevoir 3 points, chaque juge donnant 1 point sans limite maximale au candidat de son choix. Finalement, il y a 18 sélectionnés pour l'étape suivante.
Fini l'épreuve des piano-voix, place aux « Duels à huis clos » pour la troisième étape vers les « primes en live ». Les candidats sont mis par deux et les membres du duo sont face-à-face sur la même chanson. 18 candidats sont issus des éliminatoires en ligne, 2 sont issus des éliminatoires internet, il y a donc 20 candidats pour 10 places, Chaque juge donne 1 point au meilleur candidat de chaque duo, celui qui a la majorité est qualifié pour la suite.
À noter, l'absence de Thierry Gauliris sur cette étape pour raison professionnelle artistique.
Lors des primes en live, les juges donnent un OUI ou un NON aux candidats, le participant doit avoir au minimum trois OUI sur quatre pour continuer. Les candidats n'ayant pas reçu assez de OUI sont nommés d'office et soumis au vote des téléspectateurs. Le candidat éliminé est connu dans l'after en direct la semaine suivante.
Il y avait 10 candidats, le gagnant est Benjamin Pothin.
La chanson de la saison interprétée par l'ensemble du groupe est la même que celle de la saison 3 à savoir une reprise de la chanson des Enfoirés, Attention au départ.

### Saison 5 (2015)
La saison 5 marque le changement de nom mais aussi de formule, finies les longues files d'attentes, le jury a au préalable choisi 10 candidats qui avaient proposé leur candidature sur internet. Cette saison 5 marque aussi la fin des directs, à la fin de chaque prime c'est le juge invité (cf. plus bas) qui doit sauver un candidat parmi les deux candidats ayant les plus mauvaises notes. L'after mis en place dans la saison 4 reste toujours en direct. Pour la finale, l'avis du jury est suggestif et ne compte pas : ce sont les téléspectateurs via SMS qui sont amenés à voter pour le gagnant, lequel sera révélé dans la dernière partie de l'émission diffusée en direct.
De plus, 5 primes ont lieu avant la finale, et chacun d'entre eux représente une décennie, avec un juge parrain qui est invité pour chacune des décennies, il cochera chaque candidat.
 Dominique Barret (années 1970), Phil Barney (années 1980), Bernard Joron (années 1990), Alain Ramanisum (années 2000), Meddy Gerville (années 2010).
Guillaume alias Guigs est le vainqueur de cette saison 5.
La chanson de la saison interprétée par l'ensemble du groupe est une reprise de la chanson de Jean-Jacques Goldman, Au bout de mes rêves.

### Saison 6 (2016)
Le concept de la saison 6 est presque identique à la saison 5, il n'y a pas de juge invité mais 5 membres du jury et chaque semaine un des juges est aussi le coach des candidats. L'after est supprimé au profit d'images des coulisses diffusées sur internet.
Johanna est la grande gagnante de la saison 6. Elle sortira deux titres quelques mois après son sacre, Run Girl et Ici mon pays.
La chanson de la saison interprétée par la totalité du groupe est une reprise d'Allumer le feu de Johnny Hallyday.

### Saison 7 (2017)
Le concept est toujours le même, sauf que chaque prime possède un thème, l'after après l'émission est de nouveau diffusé mais sur le compte Facebook et le site internet de l'émission.
Les différentes thématiques des émissions sont : Prime d'ouverture, 100% Hits, Soirée des Idoles, Sous le soleil, comédies musicales et prime finale.
C'est Noémie qui remporte la septième saison. Elle sort son premier titre en duo avec le chanteur mauricien à succès, Alain Ramanisum.
La chanson interprétée par le groupe pour cette septième saison est une reprise de Quand la musique est bonne  de Jean-Jacques Goldman.

### Saison 8 (2018)
Le concept est toujours le même, chaque prime possède un thème, chaque semaine un des juges est aussi le coach des candidats. L'after disparaît au profit d'une nouveauté, Chrys devient l'animateur du Web, ancien candidat de Génération Run Star en 2016 et finaliste en 2017. Toutes les vidéos des coulisses, bonus, interview des candidats, du sortant, tout cela se passe sur le site Antenne Réunion.
À chaque émission un artiste local est invité. Lors de la finale, les 5 finalistes chantent chacun en duo au côté d'un artiste Réunionnais. Les thèmes des cinq premiers primes sont : 100% Hits, Lambians 974, Amour, Les Innoubliables et Cinéma. Le sixième prime est celui de la finale sans thème défini.
Une nouveauté : après le casting web, le casting au salon de la maison, le casting bus a fait son apparition cette année.
Le gagnant de cette promotion est Jérôme.
La chanson interprétée par les 10 nouveaux candidats pour cette huitième saison est une reprise de Résiste de France Gall.

### Saison 9 (2019)
La neuvième saison change radicalement de format. Le télé-crochet est désormais diffusé sur internet et se dote d'un naming : Mentos #GénérationRunStar.
Cette saison compte 10 nouveaux candidats, chacun interprète une chanson qui est ensuite diffusée sur le site internet et les réseaux sociaux de l'émission.
La finale, diffusée en Facebook live le 13 décembre 2019 est remportée par Mel Absyte.
Il n'y a pas d'hymne cette saison.

### Le Grand Karaoké (2020)
Dès le 19 avril 2020 et pendant le confinement de mars à mai 2020 dû à la pandémie de Covid-19 à La Réunion, l'émission revient sous la forme d'une compilation des meilleures performances. Il est ajouté sur l'écran, en incrustation, les paroles des chansons qui défilent de la même façon que pour un karaoké.
Génération Run Star, Le Grand Karaoké est programmée le weekend, à 18 h 15 juste avant le journal télévisé.

## Apparition dans d'autres émissions
Mickael Pouvin, candidat de la saison 2 a participé à la saison 2 de The Voice : La Plus Belle Voix, il fera partie de l'équipe de Florent Pagny et ira jusqu'au Prime 2.
Anthony Hoareau dit ANTHO, finaliste de la saison 3 participe à la saison 3 de The Voice : La Plus Belle Voix, il n'ira pas plus loin que Les Auditions à L'Aveugle, aucun coach ne se retournant. En 2019, il retente sa chance lors de la saison 8 de The Voice, il passera l'épreuve des Auditions à l'aveugle pour rejoindre l'équipe de Julien Clerc, il ne passera pas l'épreuve des KO.
Fabiola Leveneur, finaliste de la saison 6 a participé à la Saison 12 de La France a un incroyable talent, où elle sera qualifiée directement pour la finale car étant le "Golden Buzzer" d'Hélène Ségara.
Avant de participer à la huitième saison, Jérôme avait été candidat à la saison 11 de la Nouvelle Star et à l'émission DOREMI en 2007.